# Kerprich-aux-Bois
 Kerprich-aux-Bois  es una comuna        y población de Francia, en la región de Lorena, departamento de Mosela, en el distrito y cantón de Sarrebourg.
Su población en el censo de 1999 era de 131 habitantes.
Está integrada en la Communauté de communes de l'Étang du Stock .

## Demografía
| 144 | 135 | 159 | 143 | 117 | 131 |
| Para los censos de 1962 a 1999 la población legal corresponde a la población sin duplicidades (Fuente: INSEE [Consultar]) |     |     |     |     |     |

- Datos: Q21668
- Multimedia: Kerprich-aux-Bois / Q21668

1. ↑  Worldpostalcodes.org, código postal n.º 57830.
2. ↑  INSEE, Datos de población para el año 2012 de Kerprich-aux-Bois (en francés).